# Lista de couraçados da Áustria-Hungria

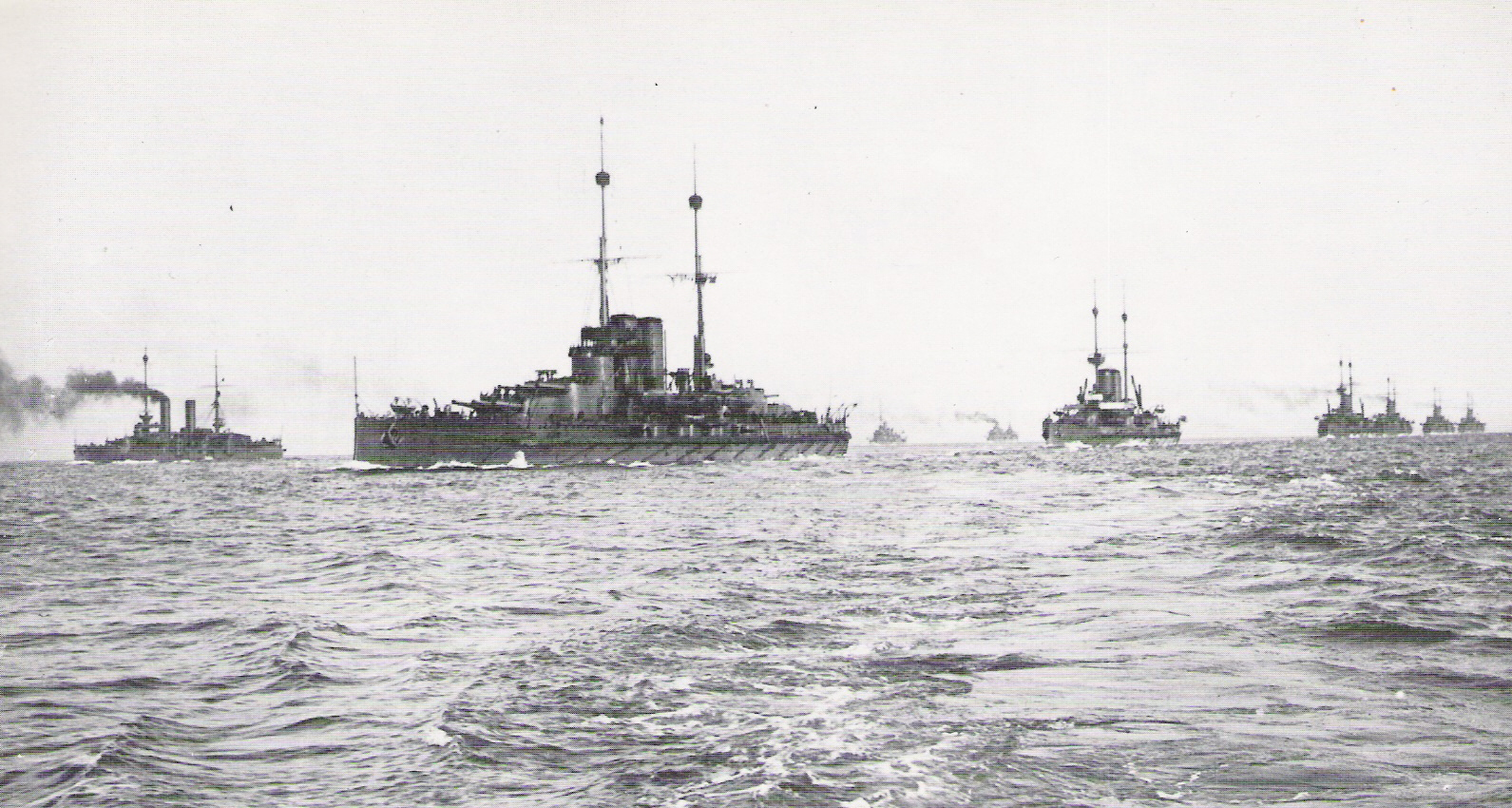
Couraçados austro-húngaros em formação, c. 1912–13

A Marinha Austro-Húngara construiu uma série de couraçados entre as décadas de 1900 e 1910. A Áustria-Hungria tinha anteriormente construído embarcações menores, como barcos torpedeiros e navios de defesa de costa, a fim de proteger seu litoral no Mar Adriático. A nomeação do almirante barão Hermann von Spaun em 1898 para o comando da marinha e o apoio do arquiduque Francisco Fernando, herdeiro do trono austro-húngaro, fizeram com que a Áustria-Hungria iniciasse um programa de expansão naval. Isto levou rapidamente à construção dos pré-dreadnoughts da Classe Habsburg e da Classe Erzherzog Karl.
A nomeação de Francisco Fernando como almirante em 1902, aliado ao estabelecimento da Liga Naval Austríaca e nomeação do almirante conde Rudolf Montecuccoli como o sucessor de Spaun, ambos em 1904, levaram a Marinha Austro-Húngara a um programa de expansão e modernização naval ainda maior, um que fosse digno de uma Grande Potência. Montecuccoli elaborou em 1905 um plano para uma marinha expandida com um número elevado de couraçados. Ele conseguiu convencer os parlamentos austríaco e húngaro em 1906 pela aprovação de um orçamento para novos couraçados, que tornaram-se a Classe Radetzky.
O lançamento do britânico HMS Dreadnought em 1906 revolucionou a construção de couraçados, deixando obsoletos muitos dos navios construídos até então. Montecuccoli revisou seus planos e conseguiu a aprovação do imperador Francisco José I em 1909 para a construção de quatro novos couraçados dreadnought. Após uma crise orçamentária decorrida no parlamento húngaro durante vários meses, o financiamento do que se tornaria a Classe Tegetthoff foi aprovado em 1910. A marinha não muito depois começou a elaborar ideias e projetos para uma segunda classe de dreadnoughts, chamada provisoriamente de Classe Ersatz Monarch, que tinha a intenção de substituir os antigos navios de defesa costeira da Classe Monarch. Os projetos foram aprovados em 1914, porém o início de suas obras foi suspenso por causa do começo da Primeira Guerra Mundial alguns meses depois. A classe foi inicialmente adiada para depois da guerra, entretanto acabou cancelada em 1917.
Os couraçados austro-húngaros tiveram uma carreira tranquila nos anos que precederam a Primeira Guerra Mundial, participando de exercícios no Mar Mediterrâneo. Os navios da Classe Radetzky participaram em 1913 de demonstração naval internacional em protesto às Guerras dos Balcãs. Todas as embarcações serviram na Primeira Guerra Mundial, porém pouco fizeram devido a uma escassez de carvão e um bloqueio do Mar Adriático promovido pelas forças Aliadas. Todos ainda assim participaram do Bombardeio de Ancona em maio de 1915, depois da declaração de guerra da Itália. Os couraçados da Classe Habsburg foram descomissionados pouco depois disso. As embarcações das classes Erzherzog Karl e Tegetthoff participariam de um ataque contra o Estreito de Otranto em junho de 1918, porém a ação foi abortada após o naufrágio do SMS Szent István. Depois da guerra, os couraçados restantes foram entregues à França, Reino Unido e Itália e desmontados na década de 1920.
| Armas principais | Número e tamanho dos canhões da bateria principal         |
| Deslocamento     | Deslocamento do navio totalmente carregado                |
| Propulsão        | Número e tipo do sistema de propulsão e velocidade máxima |
| Batimento        | Data em que o batimento de quilha ocorreu                 |
| Lançamento       | Data em que o navio foi lançado ao mar                    |
| Comissionamento  | Data em que o navio foi comissionado em serviço           |
| Destino          | Fim que o navio teve                                      |

## Couraçados pré-dreadnought

### ClasseHabsburg

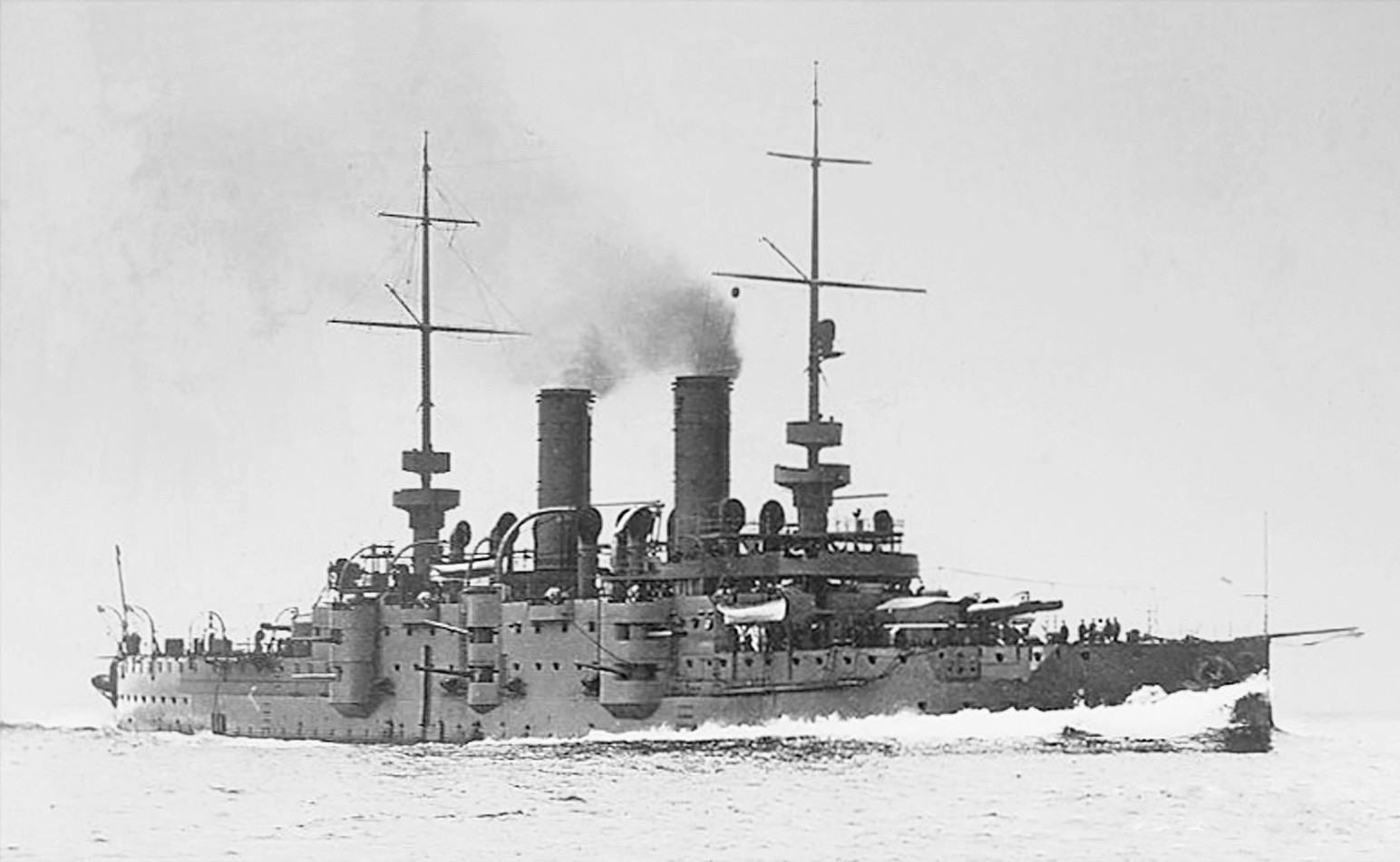
O SMS Habsburg em 1901

Os navios da Classe Habsburg foram os primeiros couraçados da Marinha Austro-Húngara, tendo sido construídos entre 1899 e 1902. Eles marcaram o início da expansão naval da Áustria-Hungria e foram as primeiras embarcações do país capazes de navegarem em alto mar desde 1876. Eram armados com três canhões de 240 milímetros, dois em uma torre de artilharia dupla e o terceiro em uma torre simples. A classe consistia em três navios: SMS Habsburg, SMS Árpád e SMS Babenberg.
Os três estavam designados para a III Divisão no início da Primeira Guerra Mundial em 1914, porém passaram para a IV Divisão algum tempo depois. Todos participaram do Bombardeio de Ancona em maio de 1915, porém pouco fizeram pelo restante do conflito e atuaram principalmente como navios de defesa costeira. Eles foram descomissionados em 1916 com o objetivo de permitir que suas tripulações servissem na força aérea e como membros de tripulações de u-boots. Os três membros da Classe Habsburg foram cedidos para o Reino Unido depois do fim da guerra, sendo então vendidos para a Itália e desmontados em 1921.
| Navio         | Armas principais | Deslocamento | Propulsão                                      | Serviço         | Serviço          | Serviço          | Serviço             |
| Navio         | Armas principais | Deslocamento | Propulsão                                      | Batimento       | Lançamento       | Comissionamento  | Destino             |
| ------------- | ---------------- | ------------ | ---------------------------------------------- | --------------- | ---------------- | ---------------- | ------------------- |
| SMS Habsburg  | 3 × 240 mm       | 8 232 t      | 2 motores de tripla-expansão; 19 nós (36 km/h) | março de 1899   | setembro de 1900 | dezembro de 1902 | Desmontados em 1921 |
| SMS Árpád     | 3 × 240 mm       | 8 232 t      | 2 motores de tripla-expansão; 19 nós (36 km/h) | junho de 1899   | setembro de 1901 | junho de 1903    | Desmontados em 1921 |
| SMS Babenberg | 3 × 240 mm       | 8 232 t      | 2 motores de tripla-expansão; 19 nós (36 km/h) | janeiro de 1901 | outubro de 1902  | abril de 1904    | Desmontados em 1921 |

### ClasseErzherzog Karl

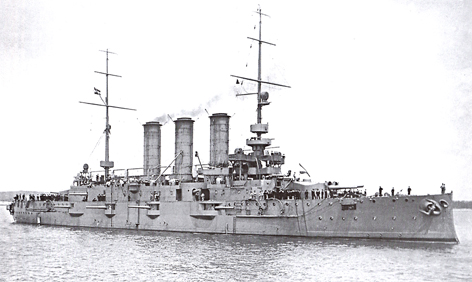
O SMS Erzherzog Karl

A Classe Erzherzog Karl foi a segunda de couraçados pré-dreadnoughts da Marinha Austro-Húngara e foi construída entre 1902 e 1905. Os navios da classe foram considerados modernos, apesar de seu pequeno tamanho, resultado de pouco espaço em docas e restrições orçamentárias. Mantiveram o mesmo sistema de propulsão da Classe Hasburg, dois motores de tripla-expansão, porém eram armados com um canhão a mais de 240 milímetros. Eles ficaram obsoletos pouco tempo depois de seu lançamento com a chegada de embarcações dreadnought, que tinham blindagem, armamentos e propulsão superiores. A classe era formada por três navios: SMS Erzherzog Karl, SMS Erzherzog Friedrich e SMS Erzherzog Ferdinand Max.
Os membros da Classe Erzherzog Karl formaram a III Divisão de Couraçados durante a maior parte da Primeira Guerra Mundial. Os três tiveram carreiras praticamente inativas durante a maior parte do conflito, porém auxiliaram na fuga dos cruzadores alemães SMS Goeben e SMS Breslau para o Império Otomano em agosto de 1914 e também participaram do Bombardeio de Ancona em maio de 1915. Em fevereiro de 1918, os três ajudaram na supressão de um motim das tripulações de vários cruzadores em Cátaro. Depois da guerra, o Erzherzog Karl e o Erzherzog Friedrich foram entregues à França, enquanto o Erzherzog Ferdinand Max foi entregue para o Reino Unido. O Erzherzog Karl encalhou em Bizerta em 1921 e foi desmontado no local. As duas embarcações restantes foram desmontadas em 1921 na Itália.
| Navio                       | Armas principais | Deslocamento | Propulsão                                      | Serviço         | Serviço         | Serviço          | Serviço                                 |
| Navio                       | Armas principais | Deslocamento | Propulsão                                      | Batimento       | Lançamento      | Comissionamento  | Destino                                 |
| --------------------------- | ---------------- | ------------ | ---------------------------------------------- | --------------- | --------------- | ---------------- | --------------------------------------- |
| SMS Erzherzog Karl          | 4 × 240 mm       | 10 472 t     | 2 motores de tripla-expansão; 20 nós (38 km/h) | julho de 1902   | outubro de 1903 | junho de 1906    | Encalhou em Bizerta; desmontado em 1921 |
| SMS Erzherzog Friedrich     | 4 × 240 mm       | 10 472 t     | 2 motores de tripla-expansão; 20 nós (38 km/h) | outubro de 1902 | abril de 1904   | janeiro de 1907  | Desmontados em 1921                     |
| SMS Erzherzog Ferdinand Max | 4 × 240 mm       | 10 472 t     | 2 motores de tripla-expansão; 20 nós (38 km/h) | março de 1904   | maio de 1905    | dezembro de 1907 | Desmontados em 1921                     |

### ClasseRadetzky

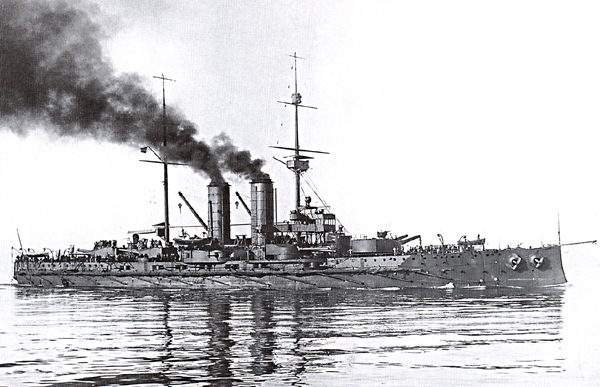
O SMS Radetzky

Os navios da Classe Radetzky foram os terceiros e últimos grupo de couraçados pré-dreadnought construídos para a Áustria-Hungria. As principais diferenças entre a Classe Radetzky e sua predecessora estava em uma bateria principal e secundária muito mais poderosas, com a nova classe sendo armada com quatro canhões principais de 305 milímetros em duas torres de artilharia duplas. A classe tinha três embarcações: SMS Erzherzog Franz Ferdinand, SMS Radetzky e SMS Zrínyi.
Eles foram designados para servir na II Divisão de Couraçados, tendo participado de treinamentos no Mar Mediterrâneo durante os tempos de paz. Em 1913, fizeram parte de uma demonstração naval internacional no Mar Jônico em protesto às Guerras dos Balcãs. Assim como os outros couraçados austro-húngaros, os três tiveram uma carreira limitada na guerra, raramente deixando o porto. Eles bombardearam posições francesas durante a invasão austro-húngara de Montenegro em outubro de 1914, enquanto em maio de 1915 tomaram parte do Bombardeio de Ancona. Suas participações no conflito depois disso foram mínimas. Após a derrota da Áustria-Hungria, todos os três navios foram entregues a Itália e desmontados entre 1920 e 1926.
| Navio                         | Armas principais | Deslocamento | Propulsão                                       | Serviço          | Serviço          | Serviço          | Serviço                |
| Navio                         | Armas principais | Deslocamento | Propulsão                                       | Batimento        | Lançamento       | Comissionamento  | Destino                |
| ----------------------------- | ---------------- | ------------ | ----------------------------------------------- | ---------------- | ---------------- | ---------------- | ---------------------- |
| SMS Erzherzog Franz Ferdinand | 4 × 305 mm       | 14 508 t     | 2 motores de tripla- expansão; 20 nós (38 km/h) | setembro de 1907 | setembro de 1908 | junho de 1910    | Desmontado em 1926     |
| SMS Radetzky                  | 4 × 305 mm       | 14 508 t     | 2 motores de tripla- expansão; 20 nós (38 km/h) | novembro de 1907 | julho de 1909    | janeiro de 1911  | Desmontados em 1920–21 |
| SMS Zrínyi                    | 4 × 305 mm       | 14 508 t     | 2 motores de tripla- expansão; 20 nós (38 km/h) | novembro de 1908 | abril de 1910    | novembro de 1911 | Desmontados em 1920–21 |

## Couraçados dreadnought

### ClasseTegetthoff

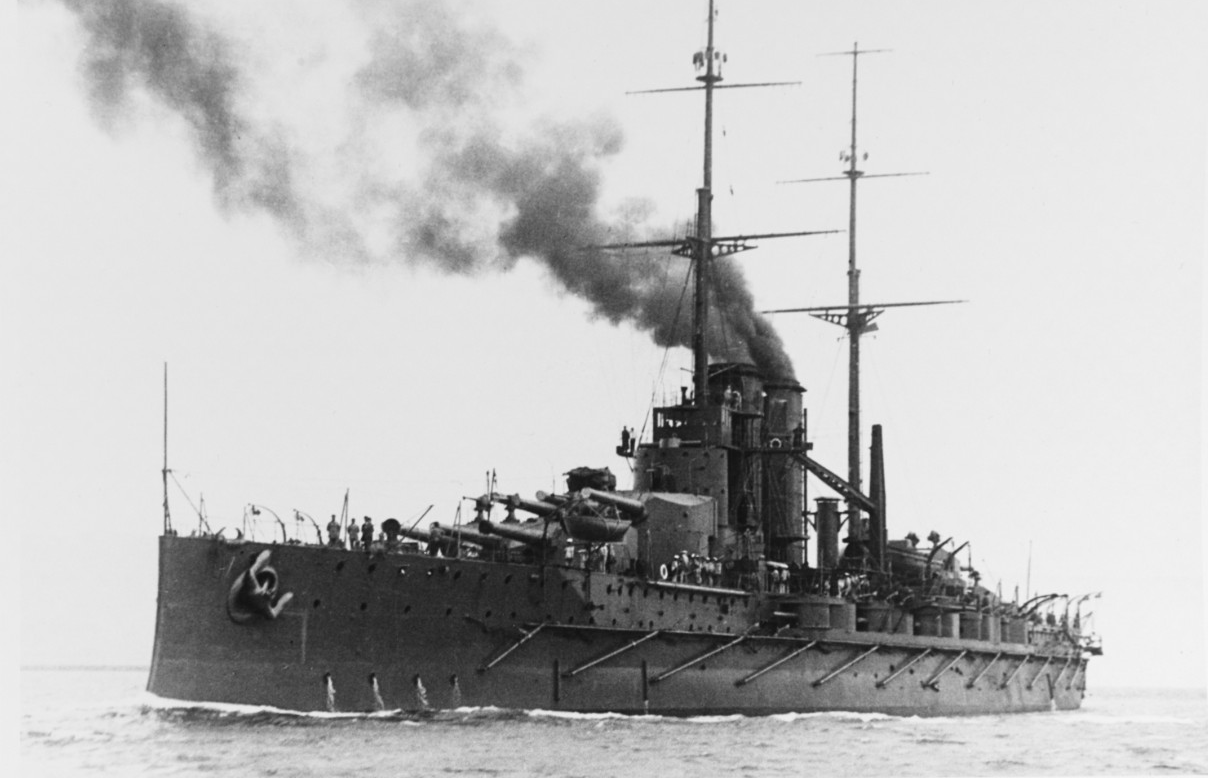
O SMS Viribus Unitis em 1912

Os navios da Classe Tegetthoff foram os únicos couraçados dreadnought construídos pela Áustria-Hungria. A Marinha Austro-Húngara precisou atualizar sua frota depois do lançamento do britânico HMS Dreadnought em 1906, algo que se tornou ainda mais urgente depois da Marinha Real Italiana ter iniciado, em 1909, a construção de seu próprio dreadnought, o Dante Alighieri. As embarcações foram as primeiras do mundo a serem armadas com torres de artilharia triplas. A classe foi construída entre 1910 e 1914 e consistia em quatro navios: SMS Viribus Unitis, SMS Tegetthoff, SMS Prinz Eugen e SMS Szent István.
Os couraçados foram designados para integrarem a I Divisão. Eles tiveram um serviço limitado durante a Primeira Guerra Mundial devido à Barragem de Otranto, que fez com que os navios ficassem presos no Mar Adriático, raramente deixando sua base naval em Pola. Eles ainda assim participaram da fuga do Goeben e do Breslau em agosto de 1914 e do Bombardeio de Ancona em maio de 1915, depois disso não participaram de mais nenhuma grande operação. As embarcações da Classe Tegetthoff estavam planejadas para tomar parte em um grande ataque contra a Barragem de Otranto em junho de 1918, porém o Szent István foi torpedeado e afundou, fazendo com que a operação fosse cancelada. O Viribus Unitis foi afundado em novembro por explosivos italianos, enquanto atracado em Pola. Depois da guerra, o Tegetthoff foi cedido à Itália e desmontado em 1924, enquanto o Prinz Eugen foi entregue para a França e afundado como alvo de tiro em 1920.
| Navio              | Armas principais | Deslocamento | Propulsão                            | Serviço          | Serviço          | Serviço          | Serviço                      |
| Navio              | Armas principais | Deslocamento | Propulsão                            | Batimento        | Lançamento       | Comissionamento  | Destino                      |
| ------------------ | ---------------- | ------------ | ------------------------------------ | ---------------- | ---------------- | ---------------- | ---------------------------- |
| SMS Viribus Unitis | 12 × 305 mm      | 21 670 t     | 4 turbinas a vapor; 20 nós (38 km/h) | julho de 1910    | junho de 1911    | dezembro de 1912 | Afundado em novembro de 1918 |
| SMS Tegetthoff     | 12 × 305 mm      | 21 670 t     | 4 turbinas a vapor; 20 nós (38 km/h) | setembro de 1910 | março de 1912    | julho de 1913    | Desmontado em 1924           |
| SMS Prinz Eugen    | 12 × 305 mm      | 21 670 t     | 4 turbinas a vapor; 20 nós (38 km/h) | janeiro de 1912  | novembro de 1912 | julho de 1914    | Afundado em agosto de 1920   |
| SMS Szent István   | 12 × 305 mm      | 21 670 t     | 2 turbinas a vapor; 20 nós (38 km/h) | janeiro de 1912  | janeiro de 1914  | dezembro de 1915 | Afundado em junho de 1918    |

### ClasseErsatz Monarch
A Classe Ersatz Monarch foi projetada como uma série de quatro couraçados que teriam sido construídos para a Marinha Austro-Húngara entre 1914 e 1919. Eram, em essência, versões maiores da Classe Tegetthoff e tinham a intenção de substituir a antiga Classe Monarch de navios de defesa costeira. As obras foram suspensas antes mesmo de começarem devido ao início da Primeira Guerra Mundial; suas construções foram inicialmente adiadas para depois da guerra, porém acabaram cancelados em 1917. Os quatro couraçados da classe receberam apenas nomes provisórios de "Couraçado VIII" a "Couraçado XI". Apesar de suas construções nunca terem começado, quatro dos canhões principais de 350 milímetros chegaram a ser construídos e foram depois transferidos para o Exército Austro-Húngaro e usados no Fronte Italiano.
| Navio            | Armas principais | Deslocamento | Propulsão                            | Serviço   | Serviço    | Serviço         | Serviço            |
| Navio            | Armas principais | Deslocamento | Propulsão                            | Batimento | Lançamento | Comissionamento | Destino            |
| ---------------- | ---------------- | ------------ | ------------------------------------ | --------- | ---------- | --------------- | ------------------ |
| "Couraçado VIII" | 10 × 350 mm      | 24 500 t     | 4 turbinas a vapor; 21 nós (39 km/h) | —         | —          | —               | Cancelados em 1917 |
| "Couraçado IX"   | 10 × 350 mm      | 24 500 t     | 4 turbinas a vapor; 21 nós (39 km/h) | —         | —          | —               | Cancelados em 1917 |
| "Couraçado X"    | 10 × 350 mm      | 24 500 t     | 4 turbinas a vapor; 21 nós (39 km/h) | —         | —          | —               | Cancelados em 1917 |
| "Couraçado XI"   | 10 × 350 mm      | 24 500 t     | 4 turbinas a vapor; 21 nós (39 km/h) | —         | —          | —               | Cancelados em 1917 |